# Алусиан
Алусиан е български и византийски политик и предводител, втори син на българския цар Иван Владислав.

## Произход
Той е вторият син на българския цар Иван Владислав и на съпругата му Мария. Има пет братя и шест сестри, сред които: 
- Пресиян II, владетел на България
- Аарон, пълководец, катепан на Васпуркан, управител на Иверия, дук на Едеса
- Траян, княз
- Радомир, патриций
- Екатерина, императрица на Византия като съпруга на Исак I Комин
- сестра, омъжена за Роман Куркуа, ослепен 1026 по обвинение в заговор срещу император Константин VIII

## Биография
След падането на Българското царство през 1018 г. Алусиан получава достойнството на патриций и е приютен във византийския императорски двор. По-късно е уличен в злоупотреби и е заточен в Армения заедно с потомците на последните български царе. 
Обвързан е с голямото въстание на Петър Делян от 1040 – 1041 г. В началото му Алусиан се присъединява към въстаналите българи, но след загубата при Солун дезертира и предава Петър Делян, след като собственоръчно го осакатява. Като награда за личните му заслуги при потушаването на въстанието Алусиан е провъзгласен за „магистър“, децата му са издигнати на високи военни постове в Анатолия и Сирия, а дъщеря му е омъжена за най-видния анатолийски военачалник. Внуците от дъщеря му са неизменни управители на т. нар. Сръбски земи до идването не власт на Тихомир Завидович и династията на Неманичите. Внучките от дъщеря му са омъжени за управляващите Унгария и Чехия – Арпади и Пршемисловци.

## Участие във въстанието от 1040 – 1041 г.
Към 1040 г. Алусиан е патриций и стратег на Теодосиупол (днес Ерзурум в Армения). Изпадайки в немилост (забранено му е да се появява в Константинопол), през септември 1040 г. Алусиан, възползвайки се от въстанието на братовчед си Петър Делян, пристига в българските земи, за да претендира за трона. След неуспешен опит да намери привърженици сред приближените на рода си, той се обръща към Петър Делян. Последният му предоставя 40-хилядна войска, с която да атакува Солун, но опитът на Алусиан да превземе града приключва с погром за българите. Пред стените на крепостта загиват 15 000 български бойци. След като Алусиан се завръща, през 1041 г. 20-годишната му византийска служба го води в заговор срещу Петър Делян. Той го приканва на среща и заедно с приближените си го обезоръжава, отрязва му носа и му изважда очите. Така Алусиан завзема командването над въстанието, но през лятото на 1041 г. преминава на страната на Византия, изоставяйки войската си. Приет е радушно в императорския лагер в Масинопол, където е реабилитиран, получава дворцова титла „магистър“ и е изпратен с почести в Константинопол.
Междувременно император Михаил IV Пафлагон организира войската си и от Солун атакува въстаниците. В сражението при Острово изоставените българи претърпяват очаквана загуба. Осакатеният Петър Делян е отведен в Константинопол, където историческите сведения за него прекъсват. С това приключва първият широкомащабен опит за отхвърляне на византийското господство.
Участието на Алусиан във въстанието е описано в съчинения като „Времепис“ на Михаил Псел.

## Потомство
Алусиан има двама сина и една дъщеря:
- Василий Алусиан, дук на Едеса
- Самуил Алусиан, стратег и военачалник на Византия
- Анна Алусиан, първа съпруга на византийския император Роман IV Диоген, от когото има син Константин Диоген